# Война (фильм, 2007)
«Война» (англ. War) — боевик 2007 года, созданный режиссёром Филлипом Дж. Этвеллом и хореографом Юань Куи. В фильме присутствует множество жестоких, кровавых сцен.
После того как агент ФБР Том Лоун (Терри Чэнь) и его семья убиты известным неуловимым убийцей по кличке Роуг (Джет Ли), напарник Лоуна, агент Джон Кроуфорд (Джейсон Стейтем) становится одержимым местью, и его мир превращается в водоворот вины и предательства. Роуг в конце концов возвращается в город, чтобы отомстить за себя, и начинает кровавую преступную войну между враждующими бандитами Чаном (Джон Лоун) из триад и боссом якудзы Сиро (Исибаси Рё). Когда Джон и Роуг наконец встречаются лицом к лицу, раскрывается настоящая правда об их прошлом.

## Сюжет
Во время перестрелки с китайской триадой на складе у причала, агенты ФБР Джон Кроуфорд и Том Лоун натыкаются на известного убийцу Роуга. Роуг, бывший убийца ЦРУ перешедший на сторону якудза, нападает на Кроуфорда и готовится убить его, когда появляется Лоун и стреляет Роугу в лицо, после чего тот падает в воду и исчезает. Через три дня Роуг мстит, придя в дом к Лоуну, где убивает его, жену и дочь, и сжигает дом дотла. Кроуфорд клянётся отомстить за смерть напарника.
Через три года, Роуг возвращается в Сан-Франциско, перейдя на сторону босса триады Чанга. Роуг помогает Чангу в борьбе с главным врагом и своим бывшим нанимателем — лидером японской якудзы Широ Янагавой. Задача Роуга — вернуть Чангу пару древних золотых лошадей, семейное достояние Чанов, которых Широ украл много лет назад. Но Роуг тайно настраивает якудзу и триаду друг против друга, чтобы начать войну между группировками.
Кроуфорд, теперь глава отдела ФБР, намерен поймать Роуга и отомстить ему за убийство Лоуна. Его поиски убийцы привели к тому, что жена ушла от него. Кроуфорд преследует Роуга, но убийца всякий раз оказывается на шаг впереди.
В конце концов оказывается, что Роуг всё это время работал на якудзу, втираясь в доверие к Чангу, чтобы позже предать его. Ему приказывают также убить жену и ребёнка Чанга. Хотя он действительно предаёт и убивает Чанга, его жене и ребёнку он помогает спрятаться в безопасном месте и убивает помощников, посланных с ним для убийства Чанга.
После смерти Чанга Широ наконец решает прилететь в Америку, где он собирается лично взять управление бизнес-операциями якудзы. С ним встречается Кроуфорд с агентами, которые представляют ему доказательства предательства Роуга, но Широ отказывается помочь ФБР найти убийцу.
Позже Роуг появляется, чтобы доставить лошади лично Широ. Широ, зная о предательстве Роуга, ловит его и требует сказать о местонахождении семьи Чанга. Роуг убивает людей Широ и вступает с ним в бой на мечах, в котором выигрывает. Широ требует объяснений, и Роуг с помощью намёка открывает ему, что на самом деле он Том Лоун: когда настоящий Роуг отвлёкся, чтобы убить его жену и дочь три года назад, Лоуну удалось взять верх и убить Роуга. Лоун сделал себе пластическую операцию, скопировав лицо Роуга, чтобы отомстить за гибель семьи. Лоун раскрывает, что все его действия были предназначены для того, чтобы встретиться с самим Широ и отомстить ему за приказ об убийстве его семьи. Широ в ответ рассказывает, что человек ответственный за смерть жены и дочери Лоуна не кто иной, как Джон Кроуфорд. Кроуфорд, оказывается, долгое время работал на Широ и дал якудзе имя и адрес Лоуна. В ярости Лоун обезоруживает и обезглавливает Широ.
Вдова Чанга получает посылку от Лоуна. Внутри — одна из золотых лошадей и записка с советом начать новую жизнь. Дочь Широ в Японии тоже приходит посылка с тем же сообщением (по-японски), но вместо лошади внутри — голова её отца.
Затем Том связывается с Джоном и назначает место встречи там, где всё началось три года назад. Кроуфорд идёт на тот самый склад, где Лоун вынужденно с ним вступает в отчаянную рукопашную схватку, в конце которой наконец открывает ему правду о себе. Шокированный и в то же время обрадованный Джон признаётся, что дал Широ его адрес тогда лишь потому, что думал, что Роуг уже мёртв, а якудза всего лишь припугнут Лоуна, чтобы проучить его за это. Джон просит у Тома прощения, но Лоун отказывает и готовится застрелить Кроуфорда. В это время снайпер ФБР готовится убить Лоуна, но Кроуфорд своим телом прикрывает бывшего напарника. Воспользовавшись этим, Том убивает Кроуфорда выстрелом в спину. Спустя время он уезжает из города, чтобы начать новую жизнь.

## Отзывы критиков
На агрегаторе рецензий Rotten Tomatoes рейтинг одобрения составляет 13 %. Джо Лейдон из журнала Variety написал: «Фильм быстро превращается в стандартную криминальную драму, пронизанную рутинными сценами с боевыми искусствами».

## В ролях
| Актёр             | Роль            |
| ----------------- | --------------- |
| Джет Ли           | Роуг            |
| Джейсон Стейтем   | Джон Кроуфорд   |
| Джон Лоун         | Ли Чанг         |
| Мэтью Сент-Патрик | Вик             |
| Кан Сонхо         | Гои             |
| Луис Гусман       | Бенни           |
| Исибаси Рё        | Широ Янагава    |
| Терри Чэнь        | Том Лоун        |
| Марк Чэнь         | Ву Ти           |
| Надин Веласкес    | Мария           |
| Стеф Сун          | Дайан           |
| Девон Аоки        | Кира Янагава    |
| Андреа Рот        | Дженни Кроуфорд |
| Кейн Косуги       | воин в храме    |

## Саундтрек
Саундтрек к фильму написал Брайан Тайлер. Дополнительную музыку написали RZA, Марк Бэтсон и Machines of Loving Grace.
1. «Spyked» — 02:31
2. «War Opening Titles» — 05:05
3. «Confession» — 03:05
4. «Rooftop Pursuit» — 01:44
5. «Whips» — 02:14
6. «Swordfight» — 05:16
7. RZA — «Rogue Cleans Da Hizouse» — 02:15
8. «Getting Started / Scene of the Crime» — 02:51
9. Mark Batson — «The Set Up / Mr. Chang Sends Regards» — 02:36
10. «Shiro Comes to Town» — 03:55
11. «Bangkok Downtown» — 02:18
12. «This Isn’t Japan» — 02:16
13. «Cop Hunting / Face to Face» — 02:42
14. Mark Batson — «Compliments of Mr. Chang» — 00:36
15. «Rogue’s Revenge» — 01:09
16. «Showdown» — 02:49
17. «Plans for Retaliation» — 04:00
18. «Watching the Changes» — 00:45
19. «Shiro’s Estate» — 02:33
20. «War End Credits» — 05:31
21. Machines of Loving Grace — «Suicide King» — 04:04
22. «War Opening Titles (remix)» — 04:54
23. «Gayle Moran and Dr.Dre — Afterlife (OST War)» — 02:27